# Malabo
Malabo és la capital de la Guinea Equatorial, situada a la costa nord-oriental de l'illa de Bioko (abans anomenada Fernando Poo). Té una població estimada de 187.302 habitants (2012).

## Història

### Conquesta portuguesa de la regió
El 1472, en el seu intent per trobar una nova ruta cap a les Índies, el navegant portuguès Fernando Poo va descobrir l'illa de Bioko, que va anomenar "Fermosa". Més tard l'illa va ser batejada amb el nom del seu descobridor, Fernando Poo. A principis del segle xvi, concretament el 1507, el portuguès Ramos de Esquivel va realitzar un primer intent de colonització europea a l'illa de Fernando Poo. Va establir una factoria a Concepción (actual Riaba) i va desenvolupar les plantacions de canya de sucre, però l'hostilitat de l'autòcton poble bubi i les malalties van posar fi ràpidament a aquesta experiència.
Amb els tractats de Sant Ildefons el 1777 i del Pardo el 1778, durant el regnat del rei espanyol Carles III els portuguesos van cedir als espanyols l'illa de Fernando Poo, la de Annobón i el dret a realitzar comerç en la part continental en una zona d'influència de 800.000 km² aproximadament a Àfrica (golf de Biafra), a canvi de la Colonia del Sacramento en el Riu de la Plata i l'illa de Santa Catalina enfront de les costes brasileres (ocupades pels espanyols). La zona s'estenia des del delta del Níger fins a la desembocadura del riu Ogooué —en l'actual Gabon— i comprenia, a més de les illes de Fernando Poo i Annobón, les illes costaneres de Corisco i Elobey.
Després de l'expedició del Comte de Argelejos (Brigadier Don Fernando Felipe dels Sants Toro) i el tinent coronel Joaquín Primo de Rivera y Pérez de Acal, que va desembarcar en l'actual Luba el 24 d'octubre de 1778 per a prendre possessió en nom de Carles III d'Espanya dels Territoris del Golf de Guinea, a bord dels vaixells Santa Catalina, Soledad i el brigantine Santiago, es van veure fracassades les diferents temptatives de colonització per part d'Espanya d'aquestes terres, qui no va dedicar un particular interès a la Guinea Espanyola, i que el 1827 va autoritzar que els britànics utilitzessin l'illa com a base per a la labor de persecució del tràfic d'esclaus.

### Fundació britànica de la ciutat comPort Clarence
El 1821, el capità britànic Nelly va abordar l'illa de Fernando Poo. La va trobar abandonada i va fundar l'establiment de Melville Bay (Riaba). Alguns anys més tard un altre capità britànic, William Fitzwilliam Owen, va decidir colonitzar l'illa i establir en el nord de la mateixa —l'emplaçament de l'actual Malabo— una base per als vaixells britànics que perseguien als traficants europeus d'esclaus. És així com sorgeix, el 25 de desembre de 1827 Port Clarence, sobre les ruïnes d'un assentament portuguès previ. El nom va ser triat en honor al Duc de Clarence, que després es convertiria en Guillem IV del Regne Unit. Els bubis autòctons de l'illa la van cridar "Ripotó" («lloc dels estrangers»). La població de la capital es va anar incrementant per l'arribada dels esclaus libertos dels vaixells capturats per l'armada britànica que decidien quedar-se a viure a l'illa. L'assentament dels liberts a Port Clarence va ser anterior a la formació de Sierra Leone com una colònia d'esclaus alliberats. Els descendents d'aquestes persones esclavitzades i alliberades encara romanen a l'illa. A ells s'unirien altres emigrants arribats com a treballadors lliures procedents dels actuals països de Libèria, Sierra Leone, Ghana, Costa d'Ivori, Benín, Nigèria i Camerun, constituint el grup de població conegut com a "criolls" o fernandinos, i que té com a llengua pròpia un pidgin bantú-anglès amb elements d'espanyol.

### Control definitiu espanyol i nova capital com a Santa Isabel
El 1844, quan ja governava la reina Isabel II d'Espanya després de la regència de la seva mare María Cristina i Baldomero Espartero, en un intent de modernitzar Espanya i de rescatar el seu patrimoni, la Corona espanyola li va fer saber al Regne Unit el seu desig de fer-se de nou amb el control de la colònia i, per tant, de l'illa. Van trigar una dècada més per a dur a terme aquest control directe. La capital ja comptava amb major dinamisme i les missions religioses protestants estaven tenint molt èxit. Tots dos elements van ajudar al canvi d'actitud d'Espanya, a més de les raons internes ja al·ludides.
Els espanyols van tornar a prendre control de l'illa el 1855 i la capital Port Clarence va ser rebatejada Santa Isabel, en honor a Santa Isabel d'Aragó. La capital de l'illa de Fernando Poo es va convertir en capital de la Guinea Espanyola.
Fou escollida per reemplaçar la ciutat continental de Bata com a capital del país el 1969, i va rebre el nom de Malabo el 1973 com a part de la campanya del president Francisco Macías Nguema de reemplaçar els topònims europeus per noms "autènticament" africans. En honor a Malabo Lopelo Melaka, últim rei bubi. Malabo, fill del rei Moka, es va lliurar als espanyols, mentre que el seu oncle Sas Ebuera, cap dels guerrers bubi, reclamava la legitimitat del tron bubi i s'oposava als espanyols.

### Regnat del terror
Durant el seu "regnat de terror", Macías Nguema va dur a terme un quasigenocidi de la minoria bubi del país, que eren majoria a l'illa de Bioko, i va portar molta gent de la seva pròpia ètnia, els fangs, a Malabo. Durant els anys finals del seu mandat, quan la Guinea Equatorial era coneguda de vegades com l'"Auschwitz de l'Àfrica", molta població de la ciutat va abandonar-la, igual com va fer gairebé un terç de la població de tot el país. El 1974, Macías va fer construir el conegut popularment com a "mur de la vergonya". Tenia uns 5 km de longitud i delimitava els espais ocupats per la presidència. El centre colonial va quedar fracturat. A l'interior del mur van quedar els edificis més emblemàtics, com la Catedral i el Palau Arquebisbal, que van ser utilitzats com a magatzems de cacau. El mur es va destruir el 1981. Malabo encara s'ha de recuperar de les seqüeles d'aquell període, tot i que el descobriment de petroli al país ha fet duplicar la població de la ciutat de pocs anys ençà.
Darrere de la caserna pròxima al Palau del Governador, al costat d'una platja negra on desemboca el riu Cònsol, es troba la ignominiosa i famosa presó Platja Negra (també coneguda com a presó de Blay Beach o Black Beach segons altres versions) on han estat empresonats nombroses persones des de la independència el 1968. Entre els empresonats i torturats es troben molts líders polítics com Rafael Upiñalo, Fabián Nsue, Felipe Ondo Obiang, Martín Puye del Moviment per a l'Autodeterminació de l'Illa de Bioko (MAIB) o Plácido Micó de la formació socialdemòcrata Convergència per a la Democràcia Social (CPDS).

## Geografia

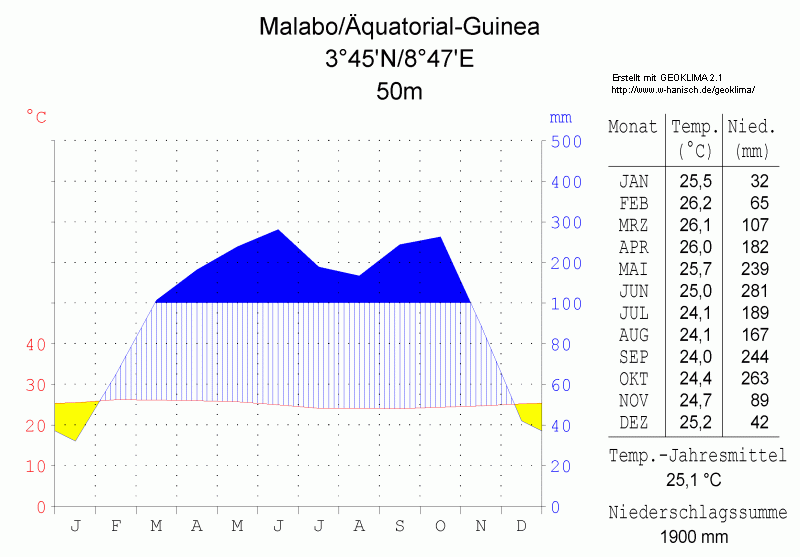
Diagrama climatològic de Malabo

Malabo està situat al nord de l'illa de Bioko, a les coordenades 3° 45' 7.43" nord i 8° 46' 25.32" est. El sud de Malabo està limitat pel riu Cónsul i just a l'altra banda del riu, al sud-oest, hi ha l'hospital. A l'oest de la ciutat, situat a uns 9 km del centre de Malabo, es troba l'aeroport internacional de Malabo. A la regió costanera al nord de la ciutat es troben les badies i els caps. La més gran és la punta de la Unitat Africana situada just darrere de l’edifici governamental de Malabo i que ocupa tota la part oriental de la badia de Malabo. Un altre cap d'importància és la punta Europa situada a l'oest de la ciutat prop de l'aeroport.

### Clima
Malabo té un clima monsònic tropical (Köppen Am). Malabo rep de mitjana 1.850 mm de pluja a l'any. La ciutat té una estació seca pronunciada, encara que curta, més assolellada (però encara ennuvolada) de desembre a febrer. El gener és normalment el mes més sec amb 29 mm de pluja de mitjana. També té una estació humida ennuvolada molt llarga que cobreix els nou mesos restants de març a novembre. De mitjana, els mesos més afectats per l'estació humida són setembre i octubre, que reben 500 mm de pluja i ruixats.
Les temperatures diürnes no varien en tot el dia a dia i només varien uns quants graus al llarg de tot l'any. A la nit, la temperatura mitjana baixa és 20 a 21 °C a tots els mesos de l'any però de gener a abril tenen un rang diürn lleugerament superior perquè és més clar. No obstant això, amb només 1.020 hores de sol a l'any, Malabo és una de les capitals més ennuvolades, més humides i propenses als llamps del món, i experimenta molta boira fins i tot quan no plou en els mesos més secs.

## Administració
Els serveis municipals són aigua potable i altres fonts públiques, enllumenat, pavimentació de carreteres, cementiris, neteja i sanejament, tractament de residus sanitaris i residus, desinfecció, primers auxilis d'emergència, inspeccions sanitàries i begudes, inspecció sanitària d’habitatges pobres, bancs públics, escorxadors, mercats i l'eliminació de l'aigua estancada.

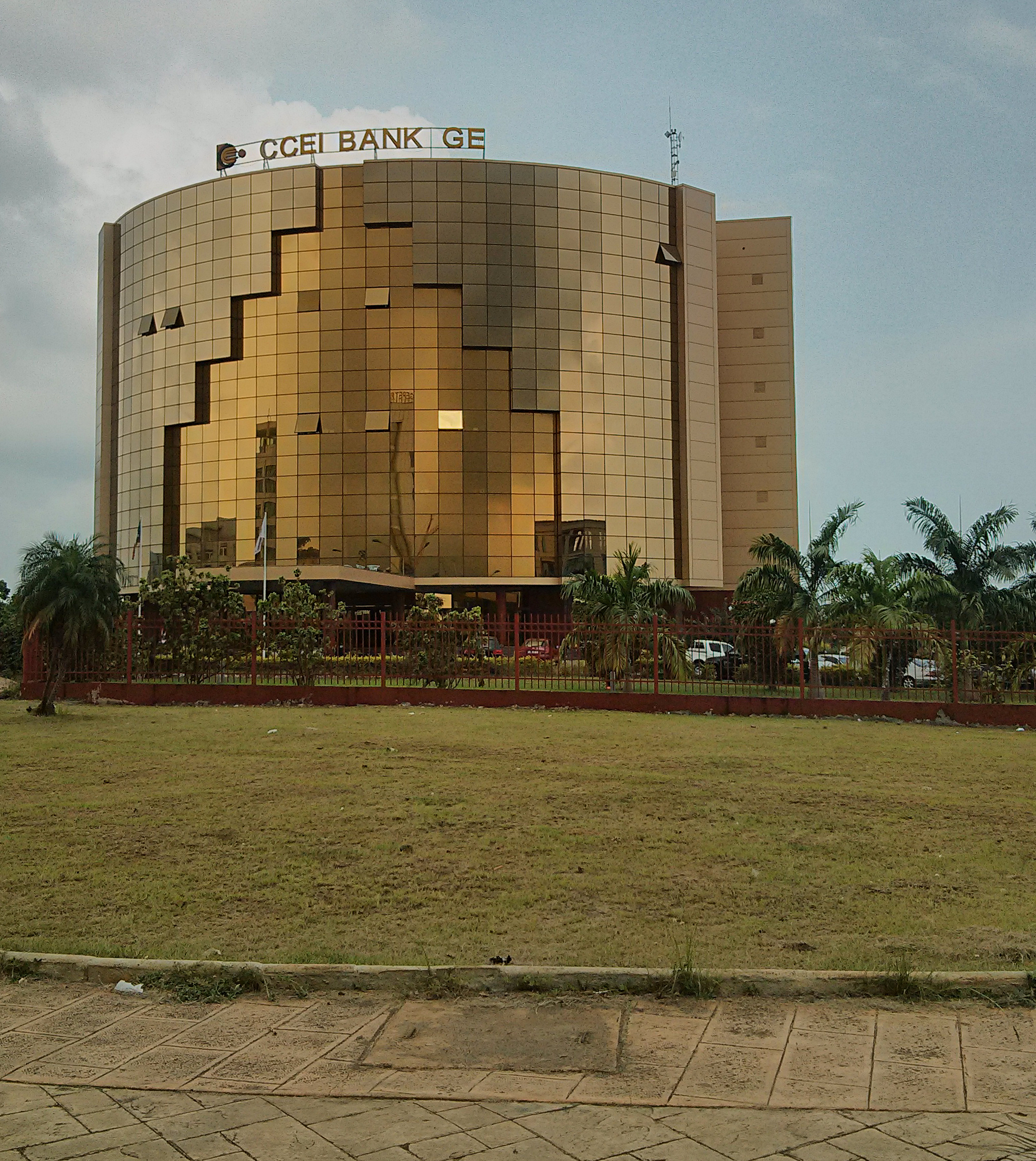
Seu central de CCEI Bank a Malabo

## Centres culturals
A través de l'Agència Espanyola de Cooperació Internacional per al Desenvolupament (AECID), es realitzen diversos projectes de desenvolupament tant a nivell regional com nacional. Amb seu a l'Oficina de Cooperació Tècnica de Malabo (creada l'any 1984), va dur a terme accions per al desenvolupament de la cultura, la salut, l'educació i el reforç institucional. Destacant el Centre Cultural d'Espanya a Malabo (CCEM), fundat l'any 2003, on els joves són animats a sentir-se un espai cultural on poder desencadenar la seva llibertat creativa. També compta amb tres eixos geogràfics, per tal de captar el major nombre de persones de la regió i contribuir al seu desenvolupament. Les activitats inclouen la formació, l'art, el cinema, el teatre, la música i els jocs, amb els dos festivals principals: Festival de Cinema Itinerant de Guinea Equatorial (FECIGE) i el Festival Internacional de Hip Hop de Malabo.
Un altre centre important és el Centre Cultural Hispano-Guineà, a partir de 2012 el Centre Cultural Equatorial Guinea va començar com a seu de l'Institut Cardenal Cisneros, i després arxiu, museu i biblioteca. Va ser construït a la Dècada del 1950.
El Museu d'Art Modern de Guinea Equatorial té art tradicional i contemporani del país i del continent. La ciutat també acull la Biblioteca Nacional, construïda el 1916.

## Turisme
El sector turístic està experimentant una important expansió. Des del descobriment del petroli, s'han fet nombrosos desenvolupaments d'infraestructura. La ciutat de Malabo és un punt focal per al turisme a Guinea Equatorial, a causa de les seves connexions directes amb les principals atraccions turístiques de l’illa de Bioko. Les atraccions turístiques properes són les següents:
- San Antonio de Ureca: petit poble situat al sud de l'illa rica en primats, ocells, platges i cascades. Durant els mesos de novembre a febrer, és possible observar la posta de tortugues baules durant la nit.

- Cascades Ilachi o Iladyi: Són les cascades més grans del país amb més de 250 metres de caiguda. Es troben a uns 45 minuts a peu de la ciutat de Moka.

- Pico Basilé: La muntanya més alta de Guinea Equatorial, pertany a l'escut volcànic al costat del mont Camerun i a la gran caldera de Luba. La muntanya té més de 3000 m d'alt, i és visible des de tota la ciutat de Malabo. Al cim de la muntanya hi ha una església i una estàtua de la Mare Bisila. L'escultura va ser creada per l'escultor Modest Gené Roig l'any 1968.

- El complex turístic de luxe de Sipopo, que es va construir per primera vegada per a la Cimera de la Unió Africana de 2011.[9]

## Demografia
| 1983   | 1994   | 2000   | 4 juliol 2001 | 2011    | 2012    | 27 abril 2014 | 2018    |
| 31.650 | 60.065 | 73.117 | 132.440       | 137.000 | 187.302 | 155.963       | 297.000 |

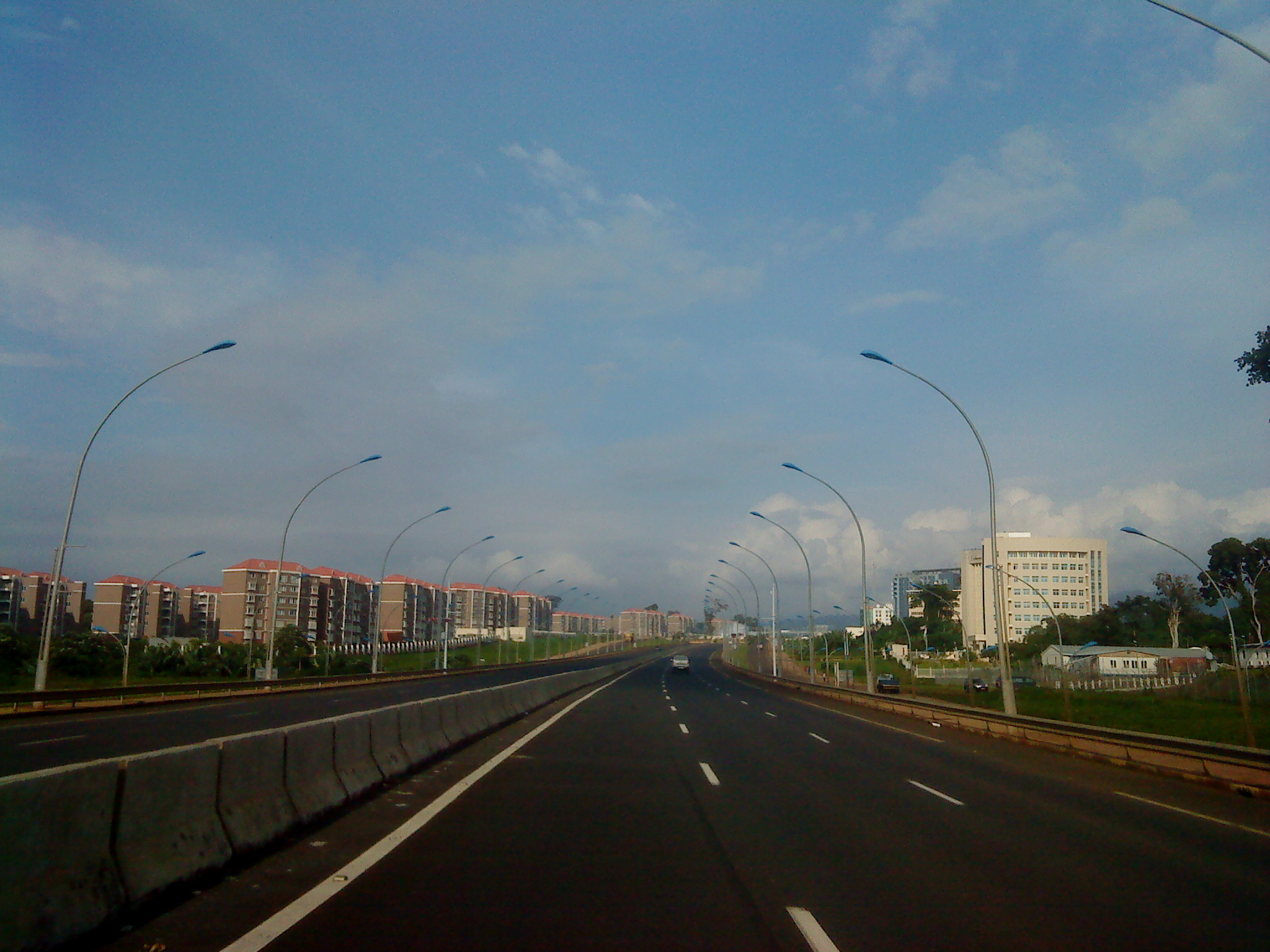
Una de les principals carreteres de Malabo

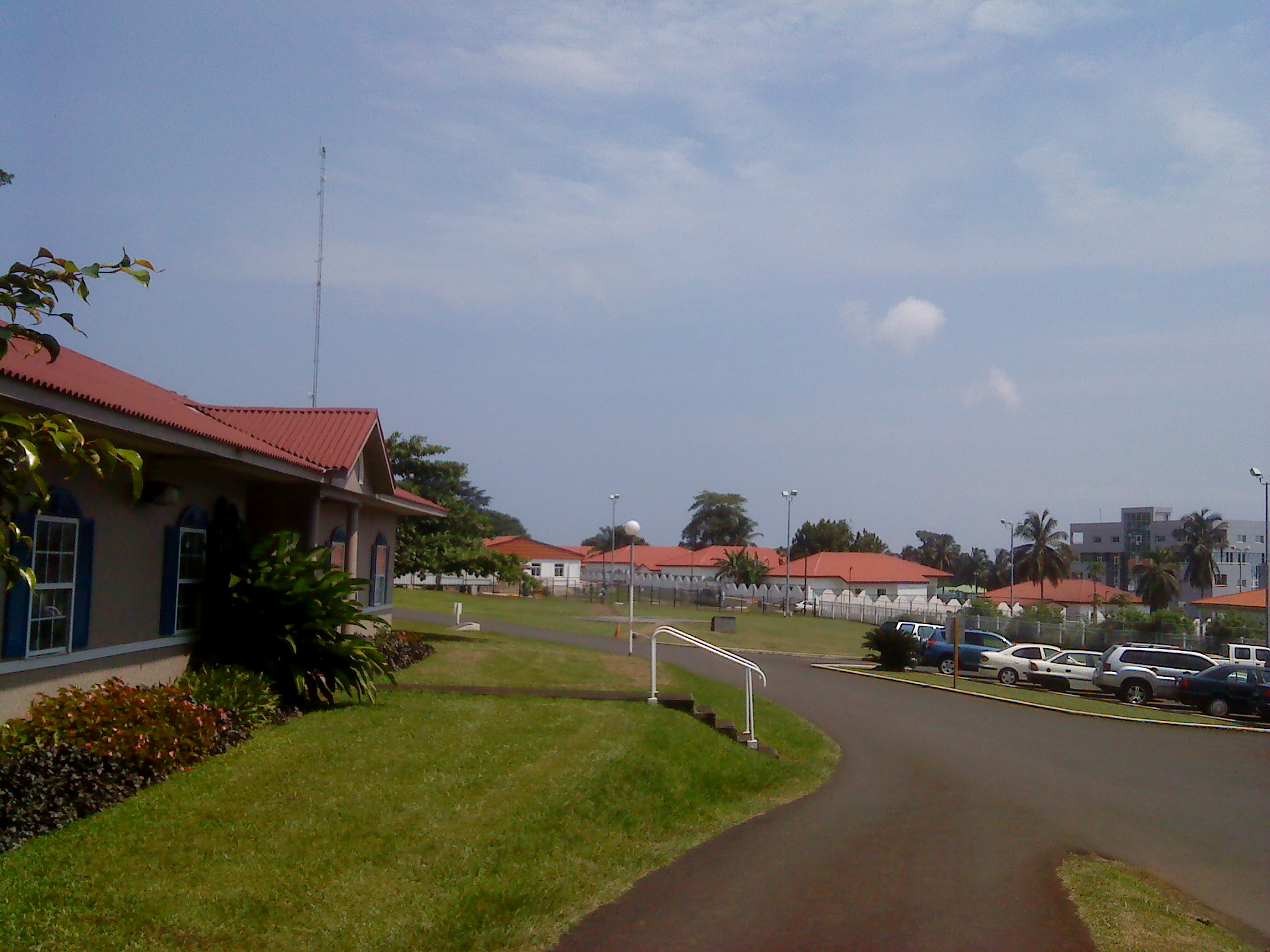
Barri d'Abayak, a l'oest de Malabo

Malabo té una població relativament jove. Aproximadament el 45% de la població té menys de 15 anys. Només un 4% de la població té més de 65 anys. La major part de la població viu a les zones rurals de l'illa.

## Economia
Malabo és el centre comercial i financer. L'economia de Malabo es basa en l'administració i altres serveis. El comerç també és una de les activitats econòmiques més destacades i importants, sobretot des de l'arribada de les empreses nord-americanes que exploten pous de petroli propers a la costa. Aquest comerç també prové de la presència d'altres americans, mexicans, nigerians, camerunesos, espanyols i altres centreafricans; L'edifici que va ser construït originàriament pel Banco Popular Español, però després de la independència es va convertir en la seu del Banc de Guinea Ecuatorial.
La principal indústria de la ciutat és la pesca, mentre que el cacau i el cafè són els principals productes d'exportació.
Malabo té un port d'alt tonatge, connectat principalment amb els ports de Douala (Camerun) i Bata, i un enllaç aeri a través d'un aeroport internacional.

## Llocs d'interès

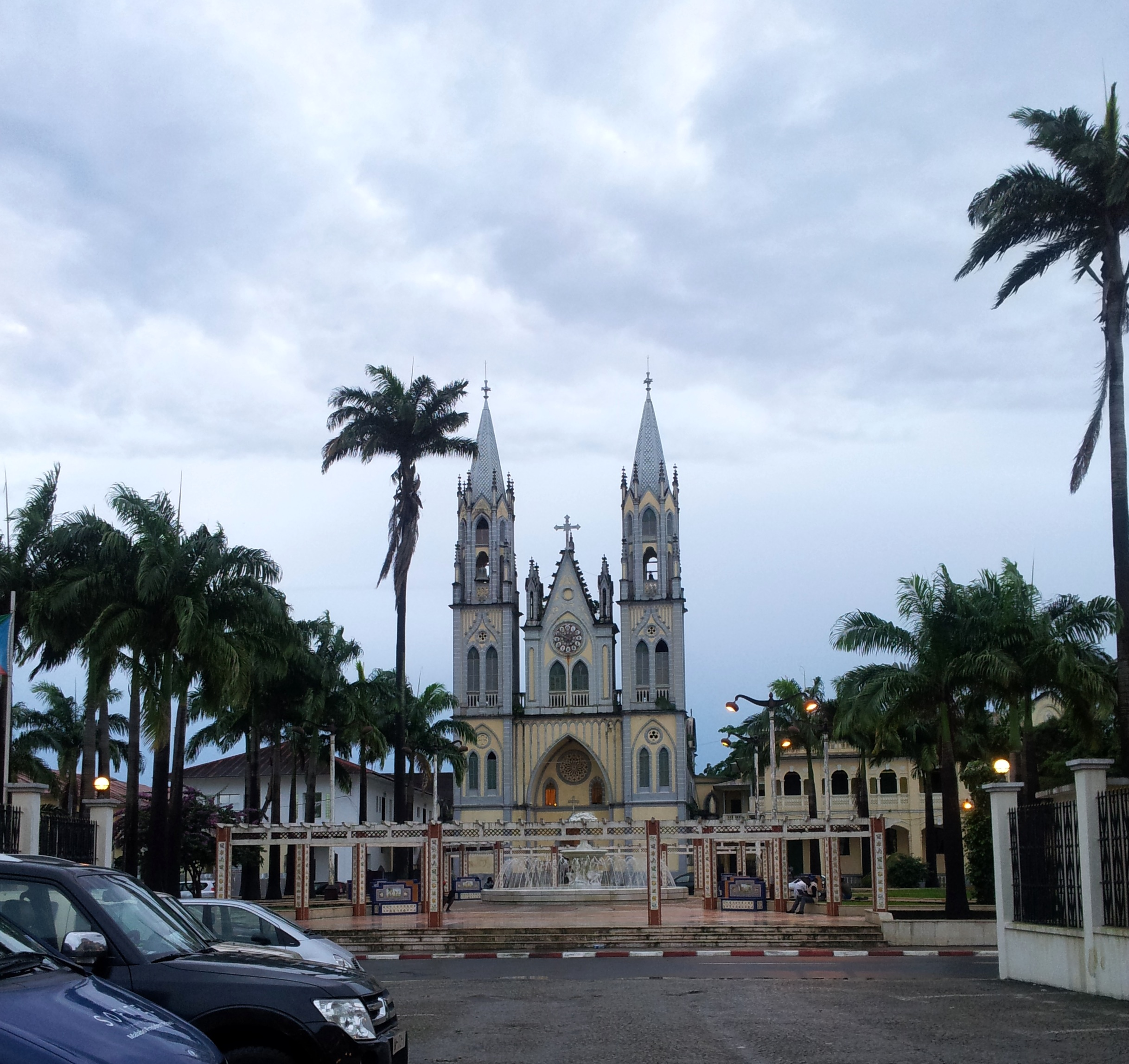
Catedral de Santa Isabel

Malabo ha conservat edificis de l'època colonial, com el Palau Presidencial i el Palau de Justícia de Malabo. Altres edificis colonials també es troben al centre de la ciutat, encara que estan desgastats; per exemple, els edificis de fusta del segle XIX als carrers Nigèria i Rey Boncoro.
Entre els edificis destacats destaquen la catedral de Santa Isabel, de l'arxidiòcesi catòlica romana de Malabo. És una església d'estil neogòtic, construïda entre 1897 i 1916. El seu arquitecte va ser Luis Segarra Llairadó, pagat amb les aportacions del govern d'Espanya i les donacions dels fidels. Té dues agulles de 40 metres d'alçada. El gener de 2020 un incendi a causa d'una fallada elèctrica va provocar la calcinació de part de la seva estructura, actualment hi ha treballs en curs per a una restauració.
Altres punts d'interès són La Gaditana, coneguda com a Finca Amilivia anterior a 1918, la casa Teodolita, construïda l'any 1902 i una de les cases més antigues de la ciutat, l'edifici de l'Ajuntament de Malabo, l'Església d'Elá Nguema, la plaça de la Independència, la Casa d'Espanya i la badia del port.

## Descobriment del petroli

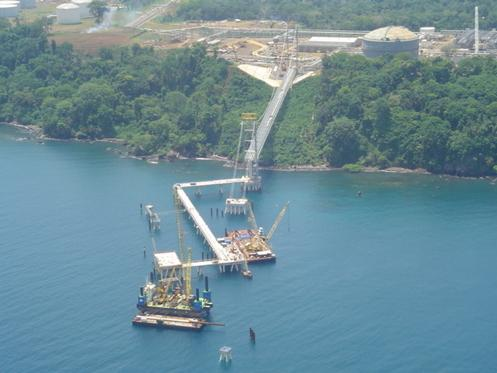
El pont penjant i la terminal marítima de l'empresa de gas natural liquat EG LNG, vist des de l'aire

Malabo s'ha vist molt afectat per la creixent cooperació de Teodoro Obiang Nguema amb la indústria del petroli. La producció del país ha arribat a 360.000 barrils/dia. El 2005, un augment que va provocar una duplicació de la població de la ciutat, però per a la gran majoria, molt poca d'aquesta riquesa s'ha invertit en desenvolupament.

## Persones notables
- John Batchelor (nascut el 1970), jugador de rugbi

## Agermanaments
- Guadalajara (Mèxic).